# Ruda (ort i Tjeckien, Vysočina)
Ruda är en ort i Tjeckien.   Den ligger i regionen Vysočina, i den sydöstra delen av landet, 150 km sydost om huvudstaden Prag. Ruda ligger 554 meter över havet och antalet invånare är 343.
Terrängen runt Ruda är lite kuperad. Runt Ruda är det ganska tätbefolkat, med 134 invånare per kvadratkilometer. Närmaste större samhälle är Velké Meziříčí, 8,8 km väster om Ruda. Trakten runt Ruda består till största delen av jordbruksmark.